# Cristian Volpato
Cristian Volpato, né le 15 novembre 2003 à Camperdown, est un footballeur italien qui joue comme milieu offensif pour le club de Serie A de la US Sassuolo.

## Biographie
Volpato est né à Camperdown,,,,, une banlieue de Sydney en Australie.

### Carrière en club

#### Formation
Volpato commence à jouer au football à Abbotsford, toujours dans la banlieue de Sydney, où il est un buteur très prolifique,,.
Cela lui permet de faire ses premiers pas dans le football professionnel, à l'AC Milan Soccer School d'Andrea Icardi, au Sydney FC et à l'académie des Western Sydney Wanderers,,,,. Il obtient rapidement un essai avec l'AS Roma grâce à Fabrizio Piccareta,,,.
Après quelques mois à Rome où il démontre ses capacités offensives, le jeune footballeur signe un contrat de trois ans avec le club de la capitale italienne en janvier 2020,,,. Un mois plus tard, il rejoint également l'agence de Francesco Totti, alors qu'il a déjà pris le maillot numéro 10 avec les équipes de jeunes de la Roma,,,,,.
Un an plus tard, Volpato signe son premier contrat professionnel avec la Roma, un nouveau contrat de trois ans le liant au club jusqu'en 2024,,. Il devient ensuite un habitué des moins de 18 ans, marquant cinq buts lors de la saison 2020-21 et gagnant rapidement une place dans l'équipe des moins de 19 ans,,.

#### Débuts à la Roma
Volpato fait ses débuts professionnels pour la Roma le 4 décembre 2021, à l'âge de 18 ans, lors d'un match de Serie A perdu 3-0 contre l'Inter Milan,,. Le 19 février 2022, Volpato marque son premier but en Serie A lors d'un match nul 2-2 contre le Hellas Verona.
La saison suivante, après avoir fait ses débuts en Ligue Europa avec la Roma, il fait sa première apparition en championnat le 31 octobre 2022, remplaçant Nicolò Zaniolo à la 57e minute du match contre Hellas Verona. À l'occasion, il marque un but et aide Stephan El Shaarawy pour un autre, aidant ainsi la Roma à obtenir une victoire 3-1,.

### Carrière en sélection
Volpato est sélectionnable à la fois pour l'Australie ou l'Italie.
Début août 2021, Volpato est appelé par Carmine Nunziata (it) en équipe nationale d'Italie des moins de 19 ans, étant cependant contraint de déclarer forfait quelques jours plus tard. Il participe bien en revanche au Championnat d'Europe des moins de 19 ans de l'UEFA 2022 avec l'Italie U19, marquant deux buts dans le tournoi,.
Le 12 décembre 2021, il est rapporté que le manager de l'équipe nationale australienne Graham Arnold envisage d'appeler Volpato pour les éliminatoires de la Coupe du Monde de la FIFA 2022 contre le Vietnam et Oman. Alors que l'Australie annonce son équipe pour la Coupe du monde le 8 novembre, Graham Arnold révèle que Volpato s'est vu offrir une place dans l'équipe de 26 hommes, mais a décliné l'opportunité.
Le 19 novembre 2022, il fait ses débuts avec l'équipe d'Italie espoirs lors d'un match amical, perdu 4-2 contre l'Allemagne,.

## Style de jeu
Volpato est capable de jouer à la fois en tant que trequartista ou ailier,, il est souvent comparé à Totti, son modèle en tant que numéro 10 et son mentor direct lors de sa première année à Roma,,,,.

## Palmarès
AS Rome
- Ligue Europa
  - Finaliste en 2023